# IC 2999
IC 2999 ist eine Spiralgalaxie vom Hubble-Typ S im Sternbild Ursa Major am Nordsternhimmel. Sie ist schätzungsweise 311 Millionen Lichtjahre von der Milchstraße entfernt und hat einen Durchmesser von etwa 65.000 Lichtjahren.

Im selben Himmelsareal befinden sich u. a. die Galaxien NGC 4062, IC 2992, IC 3007.
Das Objekt wurde am 26. Mai 1903 von Stéphane Javelle entdeckt.